# 2e régiment d'uhlans de la Garde
Pour les articles homonymes, voir 2e régiment.

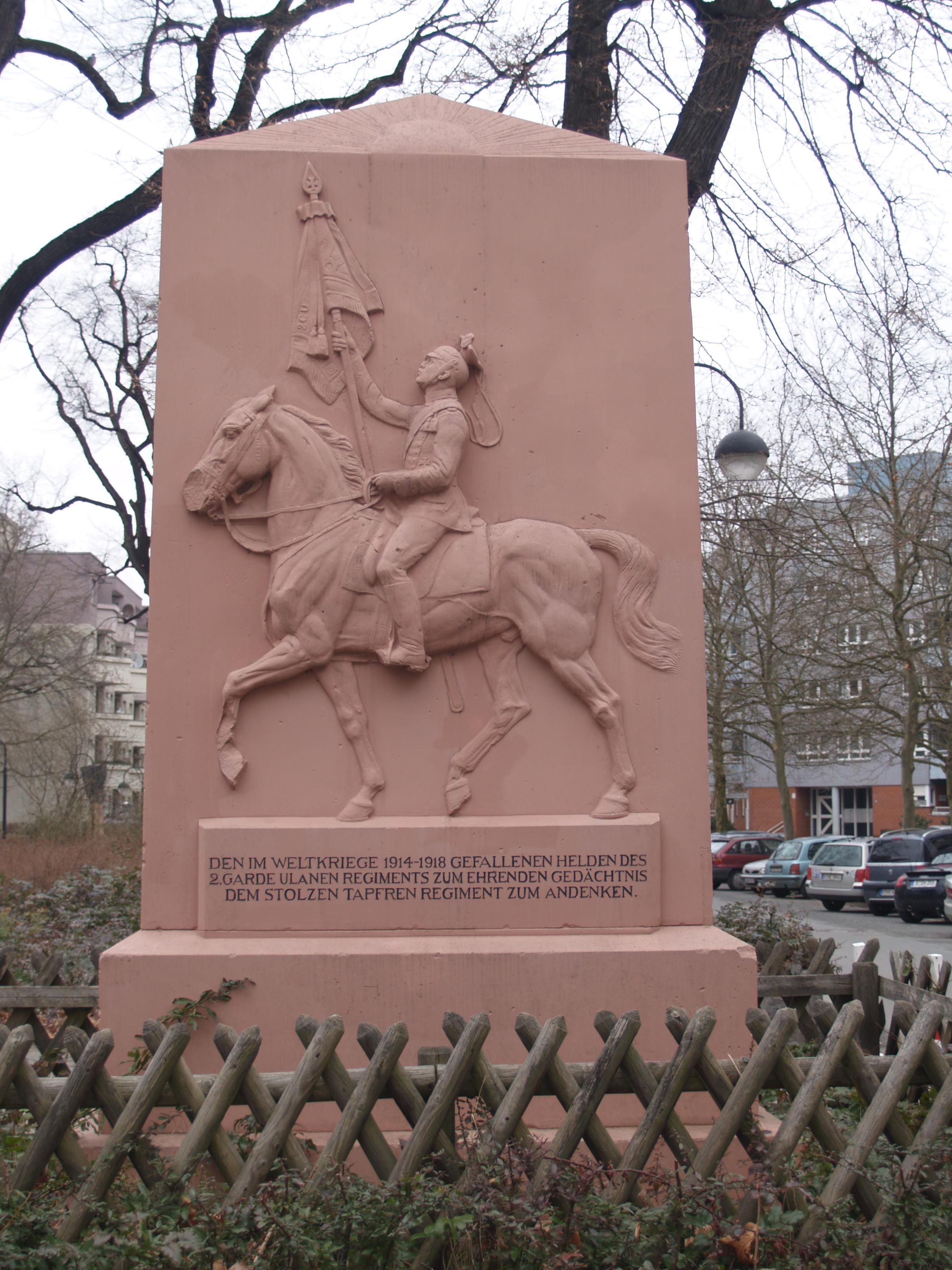
Mémorial à Berlin-Moabit, Claire-Waldoff-Promenade

Le 2e régiment d'uhlans de la Garde est une unité de cavalerie de l'armée prussienne.

## Histoire

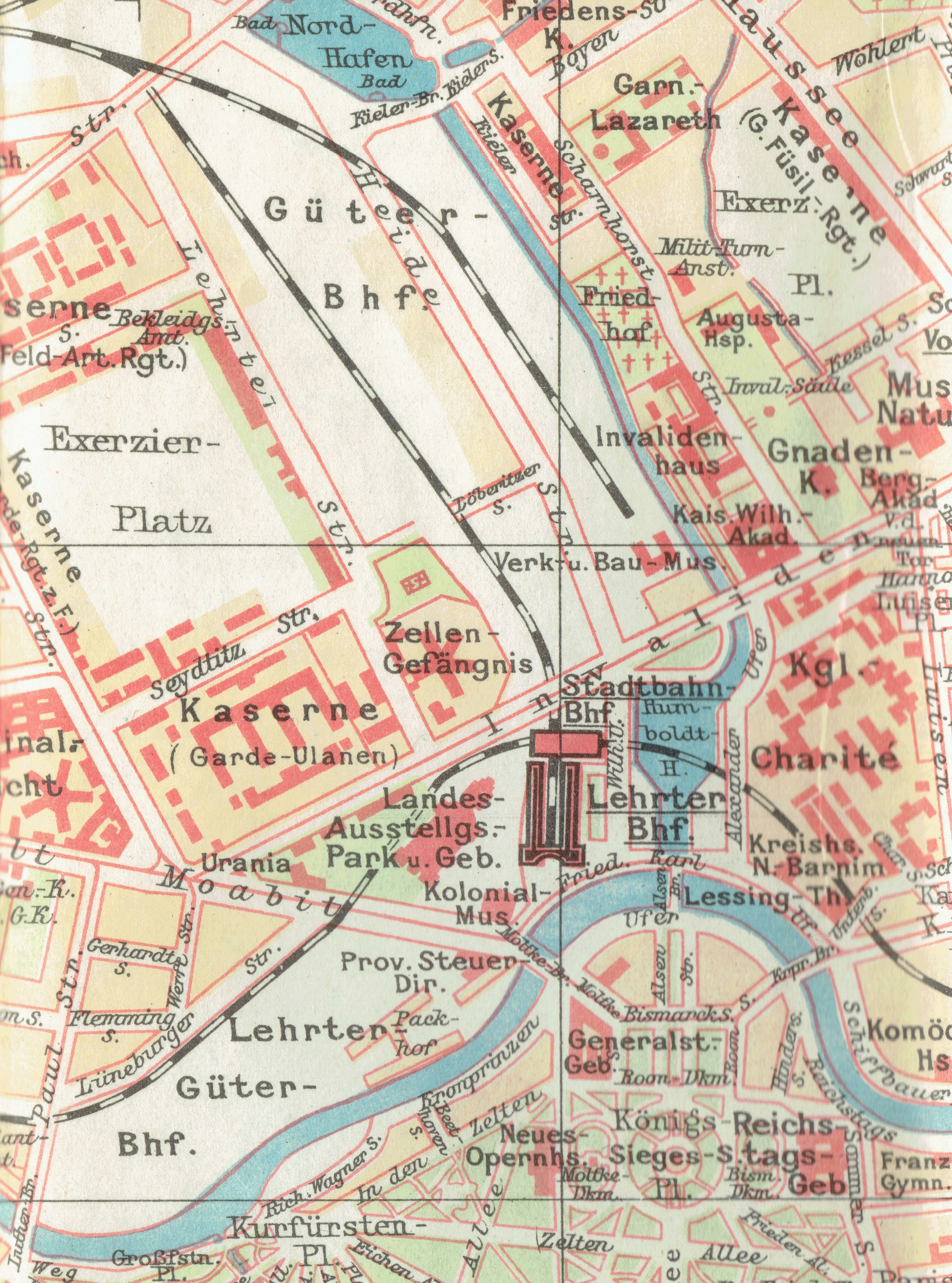
Localisation de la caserne des uhlans de la Garde dans l'Invalidenstrasse à Berlin-Moabit (section de la carte de 1915)

Sur ordre du roi Frédéric-Guillaume III, l'escadron de Landwehr posnanien de la Garde est créé au Grand-duché de Posen en 1817. L'ordre est émis par le ministre de la Guerre Hermann von Boyen, le 10 février 1817. Avec l'ordre du cabinet (AKO) du 17 avril, l'escadron est alternativement affectée aux garnisons de Berlin et de Posen. Il est installé à Posen. L'escadron de Landwehr lituanien de la Garde, levé le 7 juin 1818, et les escadrons de Landwehr thuringeois et clévois de la Garde, levés le 18 novembre, sont réunis en 1819 avec l'escadron posnanien pour former le régiment de cavalerie de la Landwehr de la Garde. Le premier commandant de régiment est le major Wilhelm von Trotha. Le régiment est transféré à Potsdam en 1819. Par AKO du 3 août 1821, il est augmenté de quatre autres escadrons et divisé en 1er et 2e régiments de cavalerie de la Landwehr de la Garde. Le 30 mars 1826, le 2e régiment reçoit la désignation de 2e régiment d'uhlans de la Landwehr de la Garde. Le 2 octobre 1851, la désignation désormais définitive du 2e régiment d'uhlans de la Garde est établie par A.K.O. Jusqu'à la guerre de 1870/71, l'unité se trouve à Berlin et à Charlottenbourg, puis elle déménage dans la nouvelle caserne de Berlin-Moabit.
En 1913, la date de fondation du régiment, fixée en juin 1871 au 3 août 1821, est redéfinie au 27 février 1819

### Combats de rue à Berlin
En 1848, les uhlans sont utilisés lors des combats de barricade à Berlin.

### Guerre austro-prussienne
Le régiment connaît sa première action de combat lors de la guerre austro-prussienne de 1866, lorsqu'il est déployé en Silésie et en Bohême, mais sans être impliqué dans aucun combat majeur.

### Guerre franco-prussienne
Dans la guerre franco-prussienne de 1870/71, les uhlans opèrent d'abord en Lorraine avec une avancée ultérieure à travers les Ardennes sur Paris, où ils sont affectés aux troupes de siège. Au début de 1871, le régiment est transféré dans le nord de la France et utilisé dans la région de Saint-Quentin et d'Amiens. Dans cette guerre, le régiment ne subit que des pertes mineures : douze hommes blessés et vingt hommes malades.

### Première Guerre mondiale
Après la mobilisation, le régiment marche et entre en Belgique neutre en formation avec la 2e division de la Garde. Il avance dans les combats jusqu'à la Marne et, après la retraite générale, il est initialement utilisé près de Reims, à la fois dans la guerre des tranchées et également utilisé dans le service d'alarme et d'urgence. Fin septembre 1914, le régiment est divisé. L'état-major, les 3e et le 4e escadrons (2e demi-régiment) sont transférés à la 2e division de cavalerie laissant ainsi le corps de la Garde. Les 1er et le 2e escadrons (1er demi-régiment) est resté comme division de cavalerie avec le 2e division de la Garde. Cette séparation dure jusqu'à la fin de la guerre.
1er demi-régiment : Il est resté dans les opérations de patrouille et de tirailleurs sur le front ouest jusqu'à la fin novembre. Le 20 novembre 1914, il est transféré sur le front oriental en Pologne russe et y est utilisé dans la guerre des tranchées. Lors du mouvement vers le front en août 1915, les uhlans avancent sur Vilnius pour être à nouveau utilisés comme tirailleurs de cavalerie. Fin octobre 1915, le demi-régiment se déplace en Courlande et participe à la prise de Riga en 1917. En novembre 1917, l'unité recule vers l'ouest, où la 3e escadron est déployé avec la 202e division d'infanterie et le 4e escadron avec la 1re division de réserve comme cavalerie divisionnaire jusqu'à la fin de la guerre.
2e demi-régiment : Il reste dans un premier temps sur le front occidental, où il est affecté au régiment de hussards du Corps de la Garde et au 6e régiment de dragons. Il se déplace en Galicie en avril 1915, mais retourne rapidement à l'ouest. En 1917, il est à nouveau brièvement déployé sur le front de l'Est (combat devant Vilnius), après quoi il est retourné à l'Ouest, où il est déployé en tant que cavalerie divisionnaire jusqu'à la fin de la guerre.

### Après-guerre
Fin décembre 1918, les escadrons retournent à Berlin, où le régiment est d'abord démobilisé puis dissous en 1919.
La tradition est reprise dans la Reichswehr dans le 4e escadron du 4e régiment de cavalerie (prussien) à Perleberg.

## Chefs du régiment
Le premier chef du régiment est le roi Albert de Saxe, nommé le 22 octobre 1893. Après sa mort, ce poste est resté vacant jusqu'à ce que l'empereur Guillaume II nomme le roi de Saxe Frédéric-Auguste III à la tête du régiment le 1er septembre 1911.

## Commandants
| Grade                       | Nom                                    | Date                                                          |
| --------------------------- | -------------------------------------- | ------------------------------------------------------------- |
| Major/Oberstleutnant        | Wilhelm von Trotha                     | 14 avril 1819 au 27 novembre 1821                             |
| Major/Oberstleutnant/Oberst | Karl von Cosel (de)                    | 29 novembre 1821 au 29 mars 1829                              |
| Oberst                      | August von Hedemann                    | 30 mars 1829 au 29 mars 1832                                  |
| Oberstleutnant/Oberst       | Friedrich Wilhelm von Dunker (de)      | 30 mars 1832 au 29 mars 1840                                  |
| Oberstleutnant/Oberst       | Heinrich von Ostau (de)                | 30 mars 1840 au 17 octobre 1845                               |
| Oberst                      | Karl von Borcke                        | 18 octobre 1845 au 6 décembre 1846                            |
| Oberstleutnant              | Frédéric de Solms-Rödelheim (de)       | 7 décembre 1846 au 22 septembre 1847 (chargé de la direction) |
| Oberstleutnant/Oberst       | Friedrich zu Solms-Rödelheim           | 23 septembre 1847 au 21 septembre 1851                        |
| Oberst                      | Philippe de Croÿ                       | 22 septembre 1851 au 30 janvier 1853                          |
| Oberstleutnant/Oberst       | Karl von der Goltz                     | 31 janvier 1853 au 3 avril 1857                               |
| Oberst                      | Emil zu Dohna-Schlodien                | 4 avril 1857 au 11 mai 1860                                   |
| Major/Oberstleutnant/Oberst | Guillaume de Brandebourg               | 12 mai 1860 au 16 septembre 1866                              |
| Oberstleutnant/Oberst       | Henri de Hesse-Darmstadt               | 17 septembre 1866 au 23 juin 1871                             |
| Oberstleutnant              | Hermann Albert zu Lynar                | 24 juin au 10 novembre 1871                                   |
| Oberst                      | Wichard von Rochow (de)                | 11 novembre 1871 au 15 avril 1874                             |
| Oberstleutnant              | Karl von Alten                         | 16 avril au 26 octobre 1874 (chargé de la direction)          |
| Oberstleutnant              | Karl von Alten                         | 27 octobre 1874 au 14 juin 1875                               |
| Oberst                      | Louis von Hesberg (de)                 | 15 juin 1875 au 2 mars 1880                                   |
| Oberstleutnant/Oberst       | Alfred von Scholten                    | 3 mars 1880 au 10 février 1886                                |
| Oberst                      | Arthur von Frankenberg-Proschlitz (de) | 11 février 1886 au 18 juin 1886                               |
| Major                       | Karl von Stünzner (de)                 | 19 juin au 22 octobre 1886                                    |
| Oberst                      | Arthur von Frankenberg-Proschlitz      | 23 octobre 1886 au 7 mars 1887                                |
| Oberst                      | Karl von Wedel                         | 8 mars 1887 au 16 avril 1888                                  |
| Oberstleutnant/Oberst       | Robert von Massow                      | 17 avril 1888 au 15 avril 1889                                |
| Major                       | Karl Botho zu Eulenburg                | 16 avril au 26 juin 1889 (chargé de la direction)             |
| Oberstleutnant/Oberst       | Karl Botha zu Eulenburg                | 27 juin 1889 au 17 août 1893                                  |
| Oberst                      | Karl von Langermann und Erlencamp      | 19 août 1893 au 14 juin 1898                                  |
| Oberstleutnant/Oberst       | Georg von Stangen                      | 15 juin 1898 au 30 septembre 1903                             |
| Oberstleutnant/Oberst       | Otto von Garnier                       | 1er octobre 1903 au 12 septembre 1906                         |
| Oberstleutnant/Oberst       | Karl-Ulrich von Bülow                  | 13 septembre 1906 au 31 mars 1912                             |
| Oberst                      | Leopold von Maltzahn                   | 2 avril 1912 au 12 août 1916                                  |
| Oberstleutnant              | Arnold von Maldeghem                   | 13 août 1916 à la dissolution                                 |

## Uniforme
Les uhlans portent l'uniforme typique avec la double rangée de boutons sur la tunique appelée ulanka (de). Celle-ci est équipée de revers dits polonais et de dentelle jaune. Pour le défilé, une remise de défilé est boutonnée sur le devant. La couleur de l'insigne est rouge ponceau et est portée sur les poignets, le col, les épaulettes, les passepoils, la casquette adhésif, la casquette karabatte, le défilé discount et les passants. Les garnitures et les boutons sont jaunes. À l'avant de la cloche Tschapka se trouve l'aigle de garde avec l'étoile de garde au sommet. De plus, un buisson de crin blanc est porté.
Déjà commandé par l'A.K.O. du 14 février 1907 et progressivement introduit à partir de 1909/1910, l'uniforme coloré est remplacé pour la première fois par l'uniforme de service sur le terrain gris (M 1910) à l'occasion de la manœuvre impériale de 1913. L'équipement en cuir et les bottes sont marron naturel, la Tschapka est recouverte d'une housse en tissu dit roseau. La bandoulière et le cartouche ne sont plus mis pour cet uniforme.